# Água Branca (ort i Brasilien, Alagoas, Água Branca, lat -9,26, long -37,94)
Água Branca är en ort i Brasilien.   Den ligger i kommunen Água Branca och delstaten Alagoas, i den östra delen av landet, 1 300 kilometer nordost om huvudstaden Brasília. Água Branca ligger 569 meter över havet och antalet invånare är 5 160.
Terrängen runt Água Branca är huvudsakligen kuperad, men åt sydväst är den platt. Água Branca ligger uppe på en höjd. Närmaste större samhälle är Delmiro Gouveia, 15,8 kilometer söder om Água Branca.
Omgivningarna runt Água Branca är huvudsakligen savann. Runt Água Branca är det ganska glesbefolkat, med 39 invånare per kvadratkilometer.